# Coelurus fragilis
Coelurus fragilis (gr. "cola hueca frágil") es la única especie conocida del género extinto Coelurus de dinosaurio celurosauriano, que vivió a finales del período Jurásico, hace aproximadamente 152 y 145 millones de años, entre el Kimmeridgiense y el Titoniense, en lo que es hoy Norteamérica. Su nombre genérico significa "cola hueca", y hace referencia a las vértebras de la cola que poseen huecos, y proviene de los términos griegos koilos = hueco + oura = cola. Aunque su nombre se ligue a una de las divisiones principales de terópodos, Coelurosauria, históricamente se lo comprendió mal, y a veces confundido con su contemporáneo Ornitholestes, mejor conocido. Como muchos dinosaurios estudiados en los primeros años de la paleontología, ha tenido una historia taxonómica confusa, con varias especies que eran nombradas y transferidas más adelante a otros géneros o abandonadas. Solamente una especie se reconoce actualmente como válida: la especie tipo, C. fragilis, descrita por el paleontólogo Othniel Charles Marsh en 1879. Se conoce a partir de un esqueleto parcial encontrado en la Formación Morrison de Wyoming, Estados Unidos. Era un pequeño carnívoro bípedo con largas patas traseras.

## Descripción

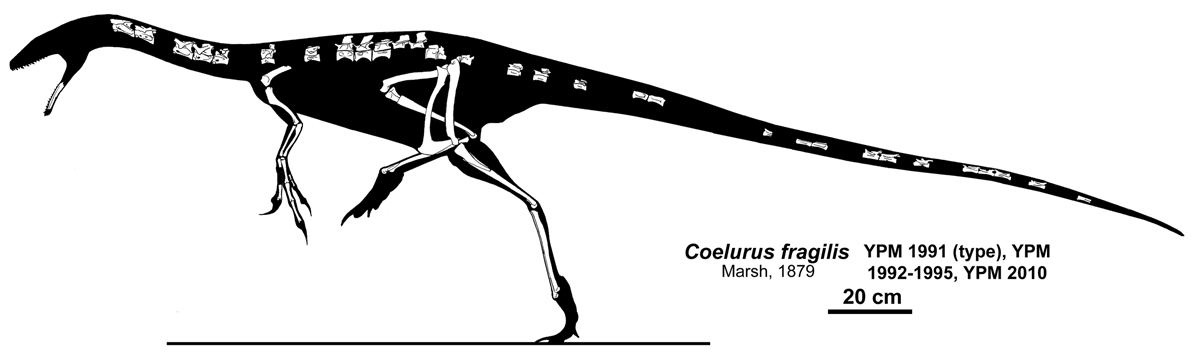
Recreación de los elementos conocidos del esqueleto.

Coelurus se conoce por la mayor parte del esqueleto de un solo individuo, incluyendo las numerosas vértebras, partes de la pelvis y cintura escapular, y mucho de los miembros superior e inferior, almacenado en el Museo Peabody de Historia Natural. Sin embargo, lo relativamente completo del esqueleto no era conocido hasta los años de 1980. Los restos fueron recobrados de la mina Reed 13 de Como Bluff, Wyoming. Adicionalmente dos huesos de los miembros superiores se han descrito como posibles relativos del género proveniente de la Mina de Dinosaurios Cleveland Lloyd en Utah. No era un gran dinosaurio, su peso se ha estimado entre 13 a 20 kilogramos, con un largo de 2,4 metros y una altura a la cadera de 0,7 metros. De las reconstrucciones del esqueleto, se aprecia que Coelurus tenía un cuello y torso relativamente largo debido a su vértebras larga, las patas delgadas largas debido a su largo metatarso, y potencialmente un pequeño cráneo delgado.

Comparación de tamaños entre Coelurus y un humano.

El cráneo es desconocido a excepción posiblemente de una porción de una quijada inferior encontrada en el mismo sitio que el resto del material conocido de Coelurus. Aunque tenga la misma preservación y coloración que esqueleto fósil conocido de Coelurus, pero es muy delgado, que puede significar que no pertenece al esqueleto. Este hueso es de 7,9 centímetros de largo pero solamente 1,1 centímetros de alto. Sus vértebras eran generalmente largas y bajas, con un bajo proceso espinoso con paredes finas desde los cuerpos vertebrales. Sus vértebras del cuello eran muy neumáticas, con numerosos espacios huecos en sus superficies llamados pleurocoelos, estos huecos no fueron distribuidos uniformemente en las vértebras y no fueron variando de tamaño. Las vértebras del cuello eran muy alargadas, con los cuerpos cuatro veces más de largo que anchos, y articularon con las caras cóncavas en ambos extremos (anficelas). Las vértebras de la espalda no estaban tan alargadas, carecieron de huecos en la superficie, y no tenían caras cóncavas a los lados con una forma menos desarrollada de reloj de arena. Las vértebras de la cola también carecieron de los huecos en la superficie.
El único fragmento de hueso de la cintura torácica es un fragmento de escápula. El húmero tenía una distintiva forma curva, similar a una S visto desde lateral y era ligeramente más largo que la ulna (11,9 centímetros versus 9,6 centímetros). La muñeca tenía un carpal semilunar similar al del Deinonychus, con dedos largos y delgados. De la cintura pélvica solo se conoce un par de huesos pubis fusionados con un prominente pedúnculo púbico. El fémur tenía una forma curva, similar a una S visto desde de frente. El metatarso era inusualmente largo y delgado, de casi la longitud de los huesos del muslo de 21 centímetros.

### Coelurus,Ornitholestes, yTanycolagreus
Los tres pequeños terópodos más conocidos de la formación de Morrison, Coelurus, Ornitholestes y Tanycolagreus, eran los celurosaurios más comunes de la zona, y han sido confundidos varias veces. Ahora que Coelurus y Ornitholestes se han descrito completamente, es posible distinguirlos por varias características de su anatomía. Por ejemplo, tenían proporciones visiblemente diversas: Coelurus tenía una espalda y un cuello más largos que Ornitholestes y piernas y pies más largos y delgados. Coelurus y Tanycolagreus eran más similares entre sí, pero se diferenciaban en una variedad de detalles. Estos incluyen la forma del brazo, del antebrazo y de los huesos del muslo. La localización de las inserciones musculares en el hueso del muslo, vértebras traseras proporcionalmente más largas del músculo y otra vez, el metatarso muy largo en Coelurus.

## Descubrimiento e investigación

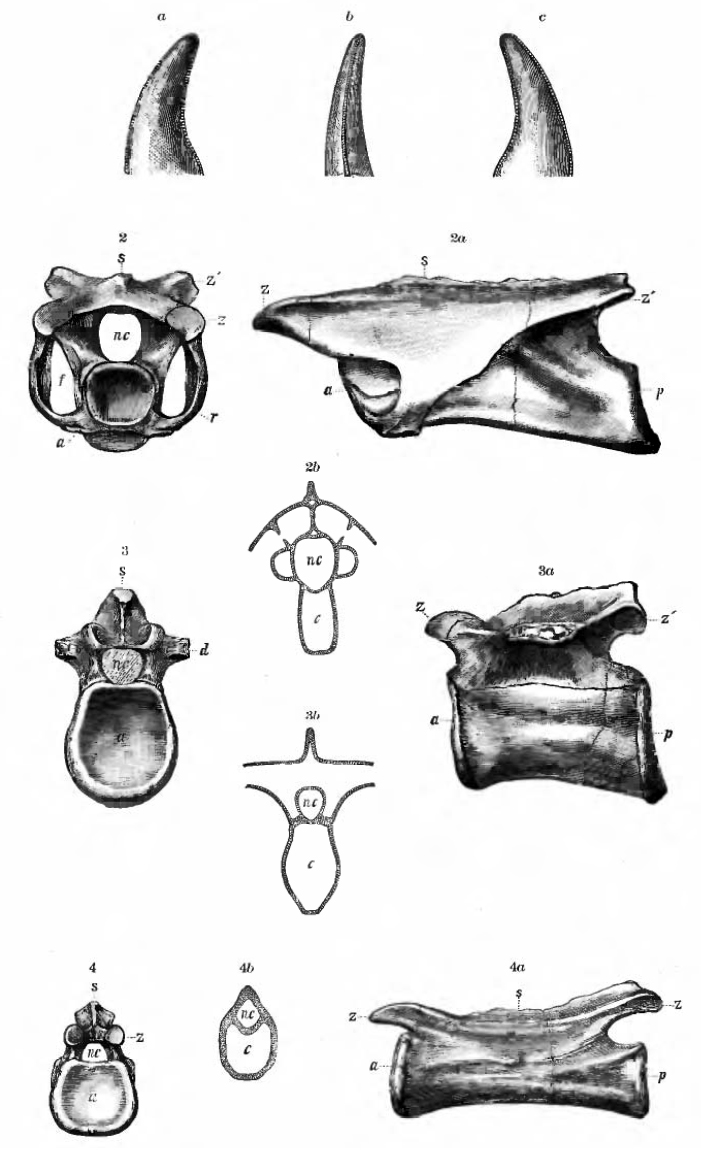
Reconstrucciones de Othniel Charles Marsh de las vértebras de Coelurus de 1884.

Coelurus fue descrito en 1879 por Othniel Charles Marsh, un naturalista y paleontólogo estadounidense, conocido por su enfrentamiento durante la "Guerra de los Huesos" con Edward Drinker Cope. En su momento, él solo describió e interpretó las vértebras de la espalda y cola, encontradas en la mismo sitio del espécimen tipo del nuevo género y especie Camptonotus dispar, luego renombrado Camptosaurus debido a que Camptonotus ya había sido usado. Marsh quedó impresionado por los huecos en los huesos y lo frágil de las paredes, características que le dieron a la especie tipo su nombre Coelurus fragilis. Él pensó en su nuevo género como "un animal tan largo como un lobo, y probablemente carnívoro". Coelurus es el primer terópodo pequeño nombrado de la Formación Morrison, aunque Marsh no estaba seguro de que fuera un dinosaurio. Él retomó el trabajo en 1881, y proveyó ilustraciones de algunos huesos, colocándolo en el orden Coeluria y la familia Coeluridae.
A partir de ese punto, la historia se vuelve más compleja. Al parecer, el esqueleto fue dispersado a través de la mina, donde los restos se encontraron entre septiembre de 1879 a septiembre de 1880. Marsh colocó algo del material en una nueva especie, C. agilis, con base en un par de huesos púbicos fusionados que pensó que habría pertenecido a un animal de tres veces el tamaño de C. fragilis. El espécimen tipo de Coelurus agilis , YPM 2010, ahora considerado un sinónimo de Coelurus fragilis, fue recuperado en el miembro de Brushy Basin de la Formación Morrison, en el condado de Albany, Wyoming . El espécimen fue recolectado por Reed en arenisca gris y arcilla arcillosa marrón/verde que se depositaron durante la etapa Kimmeridgiense del período Jurásico, hace aproximadamente 157 a 152 millones de años. Este espécimen se encuentra en la colección del Museo Yale Peabody en New Haven, Connecticut.
Marsh volvió al género en 1888 para agregar a C. gracilis, basado en los restos desconocidos, representados solamente hoy por un único hueso de la garra referido a un pequeño terópodo del Cretácico Inferior de la Formación Arundel en Maryland. Esta especie no se acepta actualmente como representante de Coelurus en las revisiones del género, pero no se le ha dado su propio género.  Interesantemente, a pesar de su animosidad profesional, Cope también usó al género Coelurus en 1887, él nombró unos fósiles del Triásico Superior de Nuevo Méjico como Coelurus bauri y Coelurus longicollis. Más adelante les daría su propio género, Coelophysis.
En 1903, Henry Fairfield Osborn nombró un segundo género proveniente de la Formación Morrison, Ornitholestes. Este género se basa en un esqueleto parcial de la mina Bone Cabin, al norte de Como Bluff. Ornitholestes se entrelazó con Coelurus en 1920, cuando Charles Gilmore, en su estudio influyente de los dinosaurios terópodos, concluyó que los dos eran sinónimos. Esto se siguió repitiendo en la literatura por décadas. Sin embargo, los dos géneros no fueron comparados formalmente, ni había una contabilidad completa de lo que pertenecía realmente a Coelurus, hasta el estudio de John Ostrom en 1980.
Gilmore había sospechado que C. fragilis y C. agilis eran lo mismo, pero Ostrom fue capaz de demostrarlo. Esto amplió grandemente el material conocido referente a C. fragilis y Ostrom pudo demostrar que Ornitholestes era bastante diferente de Coelurus.  En ese momento, Dale Russell había propuesto que C. agilis era una especie de Elaphrosaurus basada en la información incompleta que se había publicado. Ostrom pudo también demostrar que éste no era el caso. Además, demostró que una de las tres vértebras que Marsh había ilustrado para C. fragilis estaba realmente un compuesta de dos vértebras, una que más adelante quedaría demostrado que provenía de otra mina y no pertenecía a Coelurus pero sí a otro pequeño terópodo sin nombre. Este género innombrado no sería el último pequeño terópodo de la Formación Morrison que se confundiera con Coelurus; un descubrimiento posterior (1995) de un esqueleto parcial en Wyoming era primero probablemente un nuevo espécimen más grande de Coelurus, pero estudios más profundos demostraron que perteneció a un género distinto pero relacionado, Tanycolagreus .

### Especies
Solo una especie de Coelurus, la especie tipo C. fragilis, sigue siendo reconocida como válida actualmente, aunque otras seis especies hayan aparecido durante los años. C. agilis, que fuera nombrada por Marsh en 1884, como se dijo anteriormente, su material ha pasado a formar parte de C. fragilis. Las especies de Cope C. bauri y C. longicollis, nombradas en 1887 a partir de restos de finales del Triásico en Nuevo México, fueron transferidas por el mismo Cope en 1889 a su propio género, Coelophysis. C. daviesi nombrada por Richard Lydekker en 1888 para el Thecospondylus daviesi de Harry Seeley, basado en una vértebra del cuello del Cretácico temprano de Inglaterra, fue luego transferida a su propio género, Thecocoelurus. C. gracilis, otra especie de principios del Cretácico, nombrada por Marsh en 1888 a partir de huesos de un miembro, pero de la que Gilmore solo pudo encontrar una garra cuando revisó la especie en 1920. Esta especie ha sido considerada como un Coelurus desde los años 1920, cuando Gilmore la asignara a Chirostenotes, y ha sido relegada a especie dudosa por fuera de Coelurus en revisiones recientes. Y por último, cuando Ornitholestes fue considerado sinónimo de Coelurus, su especie tipo fue renombrada por Steel, como C. hermanni.

## Clasificación
Desde la aparición del análisis filogenético en el estudio de los dinosaurios en los años 80, Coelurus se ha colocado generalmente como un celurosauriano de afinidades inciertas, no cayendo en clado más conocido de celurosaurianos del cretáceo. Junto con varios otros celurosaurianos básicos tales como los compsognátidos, Ornitholestes, y Proceratosaurus, ha ocupado múltiples lugares alrededor de la base de Coelurosauria. El análisis filogenético realizado por Rauhut en 2003 y Smith et al. en 2007 encontraron que Coelurus estaba más estrechamente relacionado con compsognatidos que a otros celurosaurianos. Oliver Rauhut en 2003 propuso que Coeluridae está compuesta por Coelurus más los compsognátidos, pero él y otros investigadores no han encontrado asidero a la reunión de estos con Coelurus. Sin embargo, un trabajo publicado por Phil Senter en 2007 después de la descripción de Tanycolagreus encuentra a Coelurus ubicado cerca de la base de Tyrannosauroidea. Phil Senter propuso que Coelurus y Tanycolagreus son los únicos celuridos y fueron tiranosáuroidos, pero el análisis filogenético de Turner et al. en 2007 encontró que Coelurus era un celurosaurio basal, pero más derivado que los tiranosáuridos. En 2010, Zanno encontró que Coelurus era un maniraptor basal. Coelurus es a veces colocado en su propia familia, Coeluridae, aunque los miembros de esta familia no han permanecido estables.
Antes del uso de los análisis filogenéticos, Coeluridae y Coelurosauria eran taxones basureros usados para los pequeños terópodos que no entraban en ninguna de os grupos conocidos, debido a eso acumularon gran cantidad de géneros dudosos. A finales de los años 1980, aparecían docenas de celuridos en los libros de divulgación popular, incluyendo algunos disparates como el noasáurido Laevisuchus y el oviraptorosauriano Microvenator, y eran considerados descendientes de los celofísidos. en algunas fuentes, permaneció un Coeluridae basurero, hasta el principio de los 90. (y aparece en menos una fuente de 2006) pero se ha reconocido desde entonces en una forma mucho más reducida.

### Filogenia
A continuación se muestra un cladograma colocando Coelurus en Coelurosauria por Cau et al. en 2015.
|  | Dilong                                                       |
|  |                                                              |
|  | \| \| Yutyrannus \| \| \| \| \| \| Tyrannosaurus \| \| \| \| |
|  |                                                              |
|  | Yutyrannus                                                   |
|  |                                                              |
|  | Tyrannosaurus                                                |
|  |                                                              |

|  | Yutyrannus    |
|  |               |
|  | Tyrannosaurus |
|  |               |

|  | Dilong                                                       |
|  |                                                              |
|  | \| \| Yutyrannus \| \| \| \| \| \| Tyrannosaurus \| \| \| \| |
|  |                                                              |
|  | Yutyrannus                                                   |
|  |                                                              |
|  | Tyrannosaurus                                                |
|  |                                                              |

|  | Yutyrannus    |
|  |               |
|  | Tyrannosaurus |
|  |               |

|  | Dilong                                                       |
|  |                                                              |
|  | \| \| Yutyrannus \| \| \| \| \| \| Tyrannosaurus \| \| \| \| |
|  |                                                              |
|  | Yutyrannus                                                   |
|  |                                                              |
|  | Tyrannosaurus                                                |
|  |                                                              |

|  | Yutyrannus    |
|  |               |
|  | Tyrannosaurus |
|  |               |

|  | Dilong                                                       |
|  |                                                              |
|  | \| \| Yutyrannus \| \| \| \| \| \| Tyrannosaurus \| \| \| \| |
|  |                                                              |
|  | Yutyrannus                                                   |
|  |                                                              |
|  | Tyrannosaurus                                                |
|  |                                                              |

|  | Yutyrannus    |
|  |               |
|  | Tyrannosaurus |
|  |               |

|  | Dilong                                                       |
|  |                                                              |
|  | \| \| Yutyrannus \| \| \| \| \| \| Tyrannosaurus \| \| \| \| |
|  |                                                              |
|  | Yutyrannus                                                   |
|  |                                                              |
|  | Tyrannosaurus                                                |
|  |                                                              |

|  | Yutyrannus    |
|  |               |
|  | Tyrannosaurus |
|  |               |

|  | Dilong                                                       |
|  |                                                              |
|  | \| \| Yutyrannus \| \| \| \| \| \| Tyrannosaurus \| \| \| \| |
|  |                                                              |
|  | Yutyrannus                                                   |
|  |                                                              |
|  | Tyrannosaurus                                                |
|  |                                                              |

|  | Yutyrannus    |
|  |               |
|  | Tyrannosaurus |
|  |               |

|  | Dilong                                                       |
|  |                                                              |
|  | \| \| Yutyrannus \| \| \| \| \| \| Tyrannosaurus \| \| \| \| |
|  |                                                              |
|  | Yutyrannus                                                   |
|  |                                                              |
|  | Tyrannosaurus                                                |
|  |                                                              |

|  | Yutyrannus    |
|  |               |
|  | Tyrannosaurus |
|  |               |

|  | Dilong                                                       |
|  |                                                              |
|  | \| \| Yutyrannus \| \| \| \| \| \| Tyrannosaurus \| \| \| \| |
|  |                                                              |
|  | Yutyrannus                                                   |
|  |                                                              |
|  | Tyrannosaurus                                                |
|  |                                                              |

|  | Yutyrannus    |
|  |               |
|  | Tyrannosaurus |
|  |               |

|  | Sinocalliopteryx                                                      |
|  |                                                                       |
|  | \| \| Compsognathidae \| \| \| \| \| \| Maniraptoriformes \| \| \| \| |
|  |                                                                       |
|  | Compsognathidae                                                       |
|  |                                                                       |
|  | Maniraptoriformes                                                     |
|  |                                                                       |

|  | Compsognathidae   |
|  |                   |
|  | Maniraptoriformes |
|  |                   |

|  | Dilong                                                       |
|  |                                                              |
|  | \| \| Yutyrannus \| \| \| \| \| \| Tyrannosaurus \| \| \| \| |
|  |                                                              |
|  | Yutyrannus                                                   |
|  |                                                              |
|  | Tyrannosaurus                                                |
|  |                                                              |

|  | Yutyrannus    |
|  |               |
|  | Tyrannosaurus |
|  |               |

|  | Dilong                                                       |
|  |                                                              |
|  | \| \| Yutyrannus \| \| \| \| \| \| Tyrannosaurus \| \| \| \| |
|  |                                                              |
|  | Yutyrannus                                                   |
|  |                                                              |
|  | Tyrannosaurus                                                |
|  |                                                              |

|  | Yutyrannus    |
|  |               |
|  | Tyrannosaurus |
|  |               |

|  | Dilong                                                       |
|  |                                                              |
|  | \| \| Yutyrannus \| \| \| \| \| \| Tyrannosaurus \| \| \| \| |
|  |                                                              |
|  | Yutyrannus                                                   |
|  |                                                              |
|  | Tyrannosaurus                                                |
|  |                                                              |

|  | Yutyrannus    |
|  |               |
|  | Tyrannosaurus |
|  |               |

|  | Dilong                                                       |
|  |                                                              |
|  | \| \| Yutyrannus \| \| \| \| \| \| Tyrannosaurus \| \| \| \| |
|  |                                                              |
|  | Yutyrannus                                                   |
|  |                                                              |
|  | Tyrannosaurus                                                |
|  |                                                              |

|  | Yutyrannus    |
|  |               |
|  | Tyrannosaurus |
|  |               |

|  | Dilong                                                       |
|  |                                                              |
|  | \| \| Yutyrannus \| \| \| \| \| \| Tyrannosaurus \| \| \| \| |
|  |                                                              |
|  | Yutyrannus                                                   |
|  |                                                              |
|  | Tyrannosaurus                                                |
|  |                                                              |

|  | Yutyrannus    |
|  |               |
|  | Tyrannosaurus |
|  |               |

|  | Dilong                                                       |
|  |                                                              |
|  | \| \| Yutyrannus \| \| \| \| \| \| Tyrannosaurus \| \| \| \| |
|  |                                                              |
|  | Yutyrannus                                                   |
|  |                                                              |
|  | Tyrannosaurus                                                |
|  |                                                              |

|  | Yutyrannus    |
|  |               |
|  | Tyrannosaurus |
|  |               |

|  | Dilong                                                       |
|  |                                                              |
|  | \| \| Yutyrannus \| \| \| \| \| \| Tyrannosaurus \| \| \| \| |
|  |                                                              |
|  | Yutyrannus                                                   |
|  |                                                              |
|  | Tyrannosaurus                                                |
|  |                                                              |

|  | Yutyrannus    |
|  |               |
|  | Tyrannosaurus |
|  |               |

|  | Dilong                                                       |
|  |                                                              |
|  | \| \| Yutyrannus \| \| \| \| \| \| Tyrannosaurus \| \| \| \| |
|  |                                                              |
|  | Yutyrannus                                                   |
|  |                                                              |
|  | Tyrannosaurus                                                |
|  |                                                              |

|  | Yutyrannus    |
|  |               |
|  | Tyrannosaurus |
|  |               |

|  | Sinocalliopteryx                                                      |
|  |                                                                       |
|  | \| \| Compsognathidae \| \| \| \| \| \| Maniraptoriformes \| \| \| \| |
|  |                                                                       |
|  | Compsognathidae                                                       |
|  |                                                                       |
|  | Maniraptoriformes                                                     |
|  |                                                                       |

|  | Compsognathidae   |
|  |                   |
|  | Maniraptoriformes |
|  |                   |

|  | Dilong                                                       |
|  |                                                              |
|  | \| \| Yutyrannus \| \| \| \| \| \| Tyrannosaurus \| \| \| \| |
|  |                                                              |
|  | Yutyrannus                                                   |
|  |                                                              |
|  | Tyrannosaurus                                                |
|  |                                                              |

|  | Yutyrannus    |
|  |               |
|  | Tyrannosaurus |
|  |               |

|  | Dilong                                                       |
|  |                                                              |
|  | \| \| Yutyrannus \| \| \| \| \| \| Tyrannosaurus \| \| \| \| |
|  |                                                              |
|  | Yutyrannus                                                   |
|  |                                                              |
|  | Tyrannosaurus                                                |
|  |                                                              |

|  | Yutyrannus    |
|  |               |
|  | Tyrannosaurus |
|  |               |

|  | Dilong                                                       |
|  |                                                              |
|  | \| \| Yutyrannus \| \| \| \| \| \| Tyrannosaurus \| \| \| \| |
|  |                                                              |
|  | Yutyrannus                                                   |
|  |                                                              |
|  | Tyrannosaurus                                                |
|  |                                                              |

|  | Yutyrannus    |
|  |               |
|  | Tyrannosaurus |
|  |               |

|  | Dilong                                                       |
|  |                                                              |
|  | \| \| Yutyrannus \| \| \| \| \| \| Tyrannosaurus \| \| \| \| |
|  |                                                              |
|  | Yutyrannus                                                   |
|  |                                                              |
|  | Tyrannosaurus                                                |
|  |                                                              |

|  | Yutyrannus    |
|  |               |
|  | Tyrannosaurus |
|  |               |

|  | Dilong                                                       |
|  |                                                              |
|  | \| \| Yutyrannus \| \| \| \| \| \| Tyrannosaurus \| \| \| \| |
|  |                                                              |
|  | Yutyrannus                                                   |
|  |                                                              |
|  | Tyrannosaurus                                                |
|  |                                                              |

|  | Yutyrannus    |
|  |               |
|  | Tyrannosaurus |
|  |               |

|  | Dilong                                                       |
|  |                                                              |
|  | \| \| Yutyrannus \| \| \| \| \| \| Tyrannosaurus \| \| \| \| |
|  |                                                              |
|  | Yutyrannus                                                   |
|  |                                                              |
|  | Tyrannosaurus                                                |
|  |                                                              |

|  | Yutyrannus    |
|  |               |
|  | Tyrannosaurus |
|  |               |

|  | Dilong                                                       |
|  |                                                              |
|  | \| \| Yutyrannus \| \| \| \| \| \| Tyrannosaurus \| \| \| \| |
|  |                                                              |
|  | Yutyrannus                                                   |
|  |                                                              |
|  | Tyrannosaurus                                                |
|  |                                                              |

|  | Yutyrannus    |
|  |               |
|  | Tyrannosaurus |
|  |               |

|  | Dilong                                                       |
|  |                                                              |
|  | \| \| Yutyrannus \| \| \| \| \| \| Tyrannosaurus \| \| \| \| |
|  |                                                              |
|  | Yutyrannus                                                   |
|  |                                                              |
|  | Tyrannosaurus                                                |
|  |                                                              |

|  | Yutyrannus    |
|  |               |
|  | Tyrannosaurus |
|  |               |

|  | Sinocalliopteryx                                                      |
|  |                                                                       |
|  | \| \| Compsognathidae \| \| \| \| \| \| Maniraptoriformes \| \| \| \| |
|  |                                                                       |
|  | Compsognathidae                                                       |
|  |                                                                       |
|  | Maniraptoriformes                                                     |
|  |                                                                       |

|  | Compsognathidae   |
|  |                   |
|  | Maniraptoriformes |
|  |                   |

|  | Dilong                                                       |
|  |                                                              |
|  | \| \| Yutyrannus \| \| \| \| \| \| Tyrannosaurus \| \| \| \| |
|  |                                                              |
|  | Yutyrannus                                                   |
|  |                                                              |
|  | Tyrannosaurus                                                |
|  |                                                              |

|  | Yutyrannus    |
|  |               |
|  | Tyrannosaurus |
|  |               |

|  | Dilong                                                       |
|  |                                                              |
|  | \| \| Yutyrannus \| \| \| \| \| \| Tyrannosaurus \| \| \| \| |
|  |                                                              |
|  | Yutyrannus                                                   |
|  |                                                              |
|  | Tyrannosaurus                                                |
|  |                                                              |

|  | Yutyrannus    |
|  |               |
|  | Tyrannosaurus |
|  |               |

|  | Dilong                                                       |
|  |                                                              |
|  | \| \| Yutyrannus \| \| \| \| \| \| Tyrannosaurus \| \| \| \| |
|  |                                                              |
|  | Yutyrannus                                                   |
|  |                                                              |
|  | Tyrannosaurus                                                |
|  |                                                              |

|  | Yutyrannus    |
|  |               |
|  | Tyrannosaurus |
|  |               |

|  | Dilong                                                       |
|  |                                                              |
|  | \| \| Yutyrannus \| \| \| \| \| \| Tyrannosaurus \| \| \| \| |
|  |                                                              |
|  | Yutyrannus                                                   |
|  |                                                              |
|  | Tyrannosaurus                                                |
|  |                                                              |

|  | Yutyrannus    |
|  |               |
|  | Tyrannosaurus |
|  |               |

|  | Dilong                                                       |
|  |                                                              |
|  | \| \| Yutyrannus \| \| \| \| \| \| Tyrannosaurus \| \| \| \| |
|  |                                                              |
|  | Yutyrannus                                                   |
|  |                                                              |
|  | Tyrannosaurus                                                |
|  |                                                              |

|  | Yutyrannus    |
|  |               |
|  | Tyrannosaurus |
|  |               |

|  | Dilong                                                       |
|  |                                                              |
|  | \| \| Yutyrannus \| \| \| \| \| \| Tyrannosaurus \| \| \| \| |
|  |                                                              |
|  | Yutyrannus                                                   |
|  |                                                              |
|  | Tyrannosaurus                                                |
|  |                                                              |

|  | Yutyrannus    |
|  |               |
|  | Tyrannosaurus |
|  |               |

|  | Dilong                                                       |
|  |                                                              |
|  | \| \| Yutyrannus \| \| \| \| \| \| Tyrannosaurus \| \| \| \| |
|  |                                                              |
|  | Yutyrannus                                                   |
|  |                                                              |
|  | Tyrannosaurus                                                |
|  |                                                              |

|  | Yutyrannus    |
|  |               |
|  | Tyrannosaurus |
|  |               |

|  | Dilong                                                       |
|  |                                                              |
|  | \| \| Yutyrannus \| \| \| \| \| \| Tyrannosaurus \| \| \| \| |
|  |                                                              |
|  | Yutyrannus                                                   |
|  |                                                              |
|  | Tyrannosaurus                                                |
|  |                                                              |

|  | Yutyrannus    |
|  |               |
|  | Tyrannosaurus |
|  |               |

|  | Sinocalliopteryx                                                      |
|  |                                                                       |
|  | \| \| Compsognathidae \| \| \| \| \| \| Maniraptoriformes \| \| \| \| |
|  |                                                                       |
|  | Compsognathidae                                                       |
|  |                                                                       |
|  | Maniraptoriformes                                                     |
|  |                                                                       |

|  | Compsognathidae   |
|  |                   |
|  | Maniraptoriformes |
|  |                   |

|  | Dilong                                                       |
|  |                                                              |
|  | \| \| Yutyrannus \| \| \| \| \| \| Tyrannosaurus \| \| \| \| |
|  |                                                              |
|  | Yutyrannus                                                   |
|  |                                                              |
|  | Tyrannosaurus                                                |
|  |                                                              |

|  | Yutyrannus    |
|  |               |
|  | Tyrannosaurus |
|  |               |

|  | Dilong                                                       |
|  |                                                              |
|  | \| \| Yutyrannus \| \| \| \| \| \| Tyrannosaurus \| \| \| \| |
|  |                                                              |
|  | Yutyrannus                                                   |
|  |                                                              |
|  | Tyrannosaurus                                                |
|  |                                                              |

|  | Yutyrannus    |
|  |               |
|  | Tyrannosaurus |
|  |               |

|  | Dilong                                                       |
|  |                                                              |
|  | \| \| Yutyrannus \| \| \| \| \| \| Tyrannosaurus \| \| \| \| |
|  |                                                              |
|  | Yutyrannus                                                   |
|  |                                                              |
|  | Tyrannosaurus                                                |
|  |                                                              |

|  | Yutyrannus    |
|  |               |
|  | Tyrannosaurus |
|  |               |

|  | Dilong                                                       |
|  |                                                              |
|  | \| \| Yutyrannus \| \| \| \| \| \| Tyrannosaurus \| \| \| \| |
|  |                                                              |
|  | Yutyrannus                                                   |
|  |                                                              |
|  | Tyrannosaurus                                                |
|  |                                                              |

|  | Yutyrannus    |
|  |               |
|  | Tyrannosaurus |
|  |               |

|  | Dilong                                                       |
|  |                                                              |
|  | \| \| Yutyrannus \| \| \| \| \| \| Tyrannosaurus \| \| \| \| |
|  |                                                              |
|  | Yutyrannus                                                   |
|  |                                                              |
|  | Tyrannosaurus                                                |
|  |                                                              |

|  | Yutyrannus    |
|  |               |
|  | Tyrannosaurus |
|  |               |

|  | Dilong                                                       |
|  |                                                              |
|  | \| \| Yutyrannus \| \| \| \| \| \| Tyrannosaurus \| \| \| \| |
|  |                                                              |
|  | Yutyrannus                                                   |
|  |                                                              |
|  | Tyrannosaurus                                                |
|  |                                                              |

|  | Yutyrannus    |
|  |               |
|  | Tyrannosaurus |
|  |               |

|  | Dilong                                                       |
|  |                                                              |
|  | \| \| Yutyrannus \| \| \| \| \| \| Tyrannosaurus \| \| \| \| |
|  |                                                              |
|  | Yutyrannus                                                   |
|  |                                                              |
|  | Tyrannosaurus                                                |
|  |                                                              |

|  | Yutyrannus    |
|  |               |
|  | Tyrannosaurus |
|  |               |

|  | Dilong                                                       |
|  |                                                              |
|  | \| \| Yutyrannus \| \| \| \| \| \| Tyrannosaurus \| \| \| \| |
|  |                                                              |
|  | Yutyrannus                                                   |
|  |                                                              |
|  | Tyrannosaurus                                                |
|  |                                                              |

|  | Yutyrannus    |
|  |               |
|  | Tyrannosaurus |
|  |               |

|  | Sinocalliopteryx                                                      |
|  |                                                                       |
|  | \| \| Compsognathidae \| \| \| \| \| \| Maniraptoriformes \| \| \| \| |
|  |                                                                       |
|  | Compsognathidae                                                       |
|  |                                                                       |
|  | Maniraptoriformes                                                     |
|  |                                                                       |

|  | Compsognathidae   |
|  |                   |
|  | Maniraptoriformes |
|  |                   |

|  | Dilong                                                       |
|  |                                                              |
|  | \| \| Yutyrannus \| \| \| \| \| \| Tyrannosaurus \| \| \| \| |
|  |                                                              |
|  | Yutyrannus                                                   |
|  |                                                              |
|  | Tyrannosaurus                                                |
|  |                                                              |

|  | Yutyrannus    |
|  |               |
|  | Tyrannosaurus |
|  |               |

|  | Dilong                                                       |
|  |                                                              |
|  | \| \| Yutyrannus \| \| \| \| \| \| Tyrannosaurus \| \| \| \| |
|  |                                                              |
|  | Yutyrannus                                                   |
|  |                                                              |
|  | Tyrannosaurus                                                |
|  |                                                              |

|  | Yutyrannus    |
|  |               |
|  | Tyrannosaurus |
|  |               |

|  | Dilong                                                       |
|  |                                                              |
|  | \| \| Yutyrannus \| \| \| \| \| \| Tyrannosaurus \| \| \| \| |
|  |                                                              |
|  | Yutyrannus                                                   |
|  |                                                              |
|  | Tyrannosaurus                                                |
|  |                                                              |

|  | Yutyrannus    |
|  |               |
|  | Tyrannosaurus |
|  |               |

|  | Dilong                                                       |
|  |                                                              |
|  | \| \| Yutyrannus \| \| \| \| \| \| Tyrannosaurus \| \| \| \| |
|  |                                                              |
|  | Yutyrannus                                                   |
|  |                                                              |
|  | Tyrannosaurus                                                |
|  |                                                              |

|  | Yutyrannus    |
|  |               |
|  | Tyrannosaurus |
|  |               |

|  | Dilong                                                       |
|  |                                                              |
|  | \| \| Yutyrannus \| \| \| \| \| \| Tyrannosaurus \| \| \| \| |
|  |                                                              |
|  | Yutyrannus                                                   |
|  |                                                              |
|  | Tyrannosaurus                                                |
|  |                                                              |

|  | Yutyrannus    |
|  |               |
|  | Tyrannosaurus |
|  |               |

|  | Dilong                                                       |
|  |                                                              |
|  | \| \| Yutyrannus \| \| \| \| \| \| Tyrannosaurus \| \| \| \| |
|  |                                                              |
|  | Yutyrannus                                                   |
|  |                                                              |
|  | Tyrannosaurus                                                |
|  |                                                              |

|  | Yutyrannus    |
|  |               |
|  | Tyrannosaurus |
|  |               |

|  | Dilong                                                       |
|  |                                                              |
|  | \| \| Yutyrannus \| \| \| \| \| \| Tyrannosaurus \| \| \| \| |
|  |                                                              |
|  | Yutyrannus                                                   |
|  |                                                              |
|  | Tyrannosaurus                                                |
|  |                                                              |

|  | Yutyrannus    |
|  |               |
|  | Tyrannosaurus |
|  |               |

|  | Dilong                                                       |
|  |                                                              |
|  | \| \| Yutyrannus \| \| \| \| \| \| Tyrannosaurus \| \| \| \| |
|  |                                                              |
|  | Yutyrannus                                                   |
|  |                                                              |
|  | Tyrannosaurus                                                |
|  |                                                              |

|  | Yutyrannus    |
|  |               |
|  | Tyrannosaurus |
|  |               |

|  | Sinocalliopteryx                                                      |
|  |                                                                       |
|  | \| \| Compsognathidae \| \| \| \| \| \| Maniraptoriformes \| \| \| \| |
|  |                                                                       |
|  | Compsognathidae                                                       |
|  |                                                                       |
|  | Maniraptoriformes                                                     |
|  |                                                                       |

|  | Compsognathidae   |
|  |                   |
|  | Maniraptoriformes |
|  |                   |

|  | Dilong                                                       |
|  |                                                              |
|  | \| \| Yutyrannus \| \| \| \| \| \| Tyrannosaurus \| \| \| \| |
|  |                                                              |
|  | Yutyrannus                                                   |
|  |                                                              |
|  | Tyrannosaurus                                                |
|  |                                                              |

|  | Yutyrannus    |
|  |               |
|  | Tyrannosaurus |
|  |               |

|  | Dilong                                                       |
|  |                                                              |
|  | \| \| Yutyrannus \| \| \| \| \| \| Tyrannosaurus \| \| \| \| |
|  |                                                              |
|  | Yutyrannus                                                   |
|  |                                                              |
|  | Tyrannosaurus                                                |
|  |                                                              |

|  | Yutyrannus    |
|  |               |
|  | Tyrannosaurus |
|  |               |

|  | Dilong                                                       |
|  |                                                              |
|  | \| \| Yutyrannus \| \| \| \| \| \| Tyrannosaurus \| \| \| \| |
|  |                                                              |
|  | Yutyrannus                                                   |
|  |                                                              |
|  | Tyrannosaurus                                                |
|  |                                                              |

|  | Yutyrannus    |
|  |               |
|  | Tyrannosaurus |
|  |               |

|  | Dilong                                                       |
|  |                                                              |
|  | \| \| Yutyrannus \| \| \| \| \| \| Tyrannosaurus \| \| \| \| |
|  |                                                              |
|  | Yutyrannus                                                   |
|  |                                                              |
|  | Tyrannosaurus                                                |
|  |                                                              |

|  | Yutyrannus    |
|  |               |
|  | Tyrannosaurus |
|  |               |

|  | Dilong                                                       |
|  |                                                              |
|  | \| \| Yutyrannus \| \| \| \| \| \| Tyrannosaurus \| \| \| \| |
|  |                                                              |
|  | Yutyrannus                                                   |
|  |                                                              |
|  | Tyrannosaurus                                                |
|  |                                                              |

|  | Yutyrannus    |
|  |               |
|  | Tyrannosaurus |
|  |               |

|  | Dilong                                                       |
|  |                                                              |
|  | \| \| Yutyrannus \| \| \| \| \| \| Tyrannosaurus \| \| \| \| |
|  |                                                              |
|  | Yutyrannus                                                   |
|  |                                                              |
|  | Tyrannosaurus                                                |
|  |                                                              |

|  | Yutyrannus    |
|  |               |
|  | Tyrannosaurus |
|  |               |

|  | Dilong                                                       |
|  |                                                              |
|  | \| \| Yutyrannus \| \| \| \| \| \| Tyrannosaurus \| \| \| \| |
|  |                                                              |
|  | Yutyrannus                                                   |
|  |                                                              |
|  | Tyrannosaurus                                                |
|  |                                                              |

|  | Yutyrannus    |
|  |               |
|  | Tyrannosaurus |
|  |               |

|  | Dilong                                                       |
|  |                                                              |
|  | \| \| Yutyrannus \| \| \| \| \| \| Tyrannosaurus \| \| \| \| |
|  |                                                              |
|  | Yutyrannus                                                   |
|  |                                                              |
|  | Tyrannosaurus                                                |
|  |                                                              |

|  | Yutyrannus    |
|  |               |
|  | Tyrannosaurus |
|  |               |

|  | Sinocalliopteryx                                                      |
|  |                                                                       |
|  | \| \| Compsognathidae \| \| \| \| \| \| Maniraptoriformes \| \| \| \| |
|  |                                                                       |
|  | Compsognathidae                                                       |
|  |                                                                       |
|  | Maniraptoriformes                                                     |
|  |                                                                       |

|  | Compsognathidae   |
|  |                   |
|  | Maniraptoriformes |
|  |                   |

|  | Dilong                                                       |
|  |                                                              |
|  | \| \| Yutyrannus \| \| \| \| \| \| Tyrannosaurus \| \| \| \| |
|  |                                                              |
|  | Yutyrannus                                                   |
|  |                                                              |
|  | Tyrannosaurus                                                |
|  |                                                              |

|  | Yutyrannus    |
|  |               |
|  | Tyrannosaurus |
|  |               |

|  | Dilong                                                       |
|  |                                                              |
|  | \| \| Yutyrannus \| \| \| \| \| \| Tyrannosaurus \| \| \| \| |
|  |                                                              |
|  | Yutyrannus                                                   |
|  |                                                              |
|  | Tyrannosaurus                                                |
|  |                                                              |

|  | Yutyrannus    |
|  |               |
|  | Tyrannosaurus |
|  |               |

|  | Dilong                                                       |
|  |                                                              |
|  | \| \| Yutyrannus \| \| \| \| \| \| Tyrannosaurus \| \| \| \| |
|  |                                                              |
|  | Yutyrannus                                                   |
|  |                                                              |
|  | Tyrannosaurus                                                |
|  |                                                              |

|  | Yutyrannus    |
|  |               |
|  | Tyrannosaurus |
|  |               |

|  | Dilong                                                       |
|  |                                                              |
|  | \| \| Yutyrannus \| \| \| \| \| \| Tyrannosaurus \| \| \| \| |
|  |                                                              |
|  | Yutyrannus                                                   |
|  |                                                              |
|  | Tyrannosaurus                                                |
|  |                                                              |

|  | Yutyrannus    |
|  |               |
|  | Tyrannosaurus |
|  |               |

|  | Dilong                                                       |
|  |                                                              |
|  | \| \| Yutyrannus \| \| \| \| \| \| Tyrannosaurus \| \| \| \| |
|  |                                                              |
|  | Yutyrannus                                                   |
|  |                                                              |
|  | Tyrannosaurus                                                |
|  |                                                              |

|  | Yutyrannus    |
|  |               |
|  | Tyrannosaurus |
|  |               |

|  | Dilong                                                       |
|  |                                                              |
|  | \| \| Yutyrannus \| \| \| \| \| \| Tyrannosaurus \| \| \| \| |
|  |                                                              |
|  | Yutyrannus                                                   |
|  |                                                              |
|  | Tyrannosaurus                                                |
|  |                                                              |

|  | Yutyrannus    |
|  |               |
|  | Tyrannosaurus |
|  |               |

|  | Dilong                                                       |
|  |                                                              |
|  | \| \| Yutyrannus \| \| \| \| \| \| Tyrannosaurus \| \| \| \| |
|  |                                                              |
|  | Yutyrannus                                                   |
|  |                                                              |
|  | Tyrannosaurus                                                |
|  |                                                              |

|  | Yutyrannus    |
|  |               |
|  | Tyrannosaurus |
|  |               |

|  | Dilong                                                       |
|  |                                                              |
|  | \| \| Yutyrannus \| \| \| \| \| \| Tyrannosaurus \| \| \| \| |
|  |                                                              |
|  | Yutyrannus                                                   |
|  |                                                              |
|  | Tyrannosaurus                                                |
|  |                                                              |

|  | Yutyrannus    |
|  |               |
|  | Tyrannosaurus |
|  |               |

|  | Sinocalliopteryx                                                      |
|  |                                                                       |
|  | \| \| Compsognathidae \| \| \| \| \| \| Maniraptoriformes \| \| \| \| |
|  |                                                                       |
|  | Compsognathidae                                                       |
|  |                                                                       |
|  | Maniraptoriformes                                                     |
|  |                                                                       |

|  | Compsognathidae   |
|  |                   |
|  | Maniraptoriformes |
|  |                   |

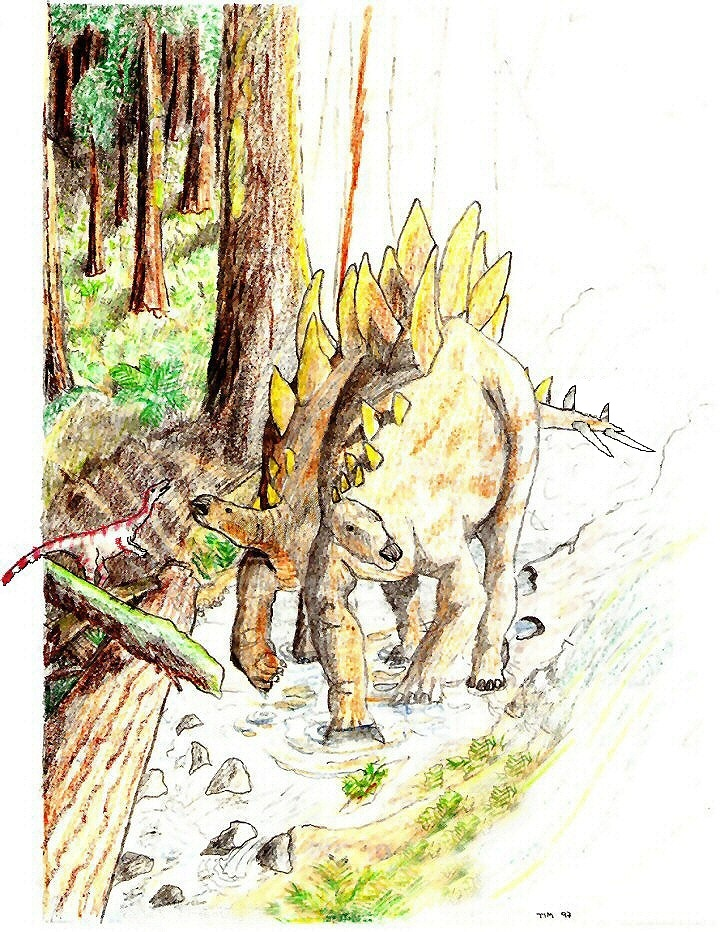
Recreación de un Coelurus en su hábitat con dos Stegosaurus.

El siguiente cladograma muestra la posición de Coelurus dentro del Coelurosauria según Senter et al., en 2012.

|  | Coelurus      |
|  |               |
|  | Tanycolagreus |
|  |               |

|  | Dilong   |
|  |          |
|  | Guanlong |
|  |          |

|  | Gorgosaurus                                                      |
|  |                                                                  |
|  | \| \| Daspletosaurus \| \| \| \| \| \| Tyrannosaurus \| \| \| \| |
|  |                                                                  |
|  | Daspletosaurus                                                   |
|  |                                                                  |
|  | Tyrannosaurus                                                    |
|  |                                                                  |

|  | Daspletosaurus |
|  |                |
|  | Tyrannosaurus  |
|  |                |

|  | Gorgosaurus                                                      |
|  |                                                                  |
|  | \| \| Daspletosaurus \| \| \| \| \| \| Tyrannosaurus \| \| \| \| |
|  |                                                                  |
|  | Daspletosaurus                                                   |
|  |                                                                  |
|  | Tyrannosaurus                                                    |
|  |                                                                  |

|  | Daspletosaurus |
|  |                |
|  | Tyrannosaurus  |
|  |                |

|  | Dilong   |
|  |          |
|  | Guanlong |
|  |          |

|  | Gorgosaurus                                                      |
|  |                                                                  |
|  | \| \| Daspletosaurus \| \| \| \| \| \| Tyrannosaurus \| \| \| \| |
|  |                                                                  |
|  | Daspletosaurus                                                   |
|  |                                                                  |
|  | Tyrannosaurus                                                    |
|  |                                                                  |

|  | Daspletosaurus |
|  |                |
|  | Tyrannosaurus  |
|  |                |

|  | Gorgosaurus                                                      |
|  |                                                                  |
|  | \| \| Daspletosaurus \| \| \| \| \| \| Tyrannosaurus \| \| \| \| |
|  |                                                                  |
|  | Daspletosaurus                                                   |
|  |                                                                  |
|  | Tyrannosaurus                                                    |
|  |                                                                  |

|  | Daspletosaurus |
|  |                |
|  | Tyrannosaurus  |
|  |                |

|  | Coelurus      |
|  |               |
|  | Tanycolagreus |
|  |               |

|  | Dilong   |
|  |          |
|  | Guanlong |
|  |          |

|  | Gorgosaurus                                                      |
|  |                                                                  |
|  | \| \| Daspletosaurus \| \| \| \| \| \| Tyrannosaurus \| \| \| \| |
|  |                                                                  |
|  | Daspletosaurus                                                   |
|  |                                                                  |
|  | Tyrannosaurus                                                    |
|  |                                                                  |

|  | Daspletosaurus |
|  |                |
|  | Tyrannosaurus  |
|  |                |

|  | Gorgosaurus                                                      |
|  |                                                                  |
|  | \| \| Daspletosaurus \| \| \| \| \| \| Tyrannosaurus \| \| \| \| |
|  |                                                                  |
|  | Daspletosaurus                                                   |
|  |                                                                  |
|  | Tyrannosaurus                                                    |
|  |                                                                  |

|  | Daspletosaurus |
|  |                |
|  | Tyrannosaurus  |
|  |                |

|  | Dilong   |
|  |          |
|  | Guanlong |
|  |          |

|  | Gorgosaurus                                                      |
|  |                                                                  |
|  | \| \| Daspletosaurus \| \| \| \| \| \| Tyrannosaurus \| \| \| \| |
|  |                                                                  |
|  | Daspletosaurus                                                   |
|  |                                                                  |
|  | Tyrannosaurus                                                    |
|  |                                                                  |

|  | Daspletosaurus |
|  |                |
|  | Tyrannosaurus  |
|  |                |

|  | Gorgosaurus                                                      |
|  |                                                                  |
|  | \| \| Daspletosaurus \| \| \| \| \| \| Tyrannosaurus \| \| \| \| |
|  |                                                                  |
|  | Daspletosaurus                                                   |
|  |                                                                  |
|  | Tyrannosaurus                                                    |
|  |                                                                  |

|  | Daspletosaurus |
|  |                |
|  | Tyrannosaurus  |
|  |                |

|  | Sinocalliopteryx |
|  |                  |
|  | Huaxiagnathus    |
|  |                  |

|  | Compsognathus                                             |
|  |                                                           |
|  | \| \| Juravenator \| \| \| \| \| \| Scipionyx \| \| \| \| |
|  |                                                           |
|  | Juravenator                                               |
|  |                                                           |
|  | Scipionyx                                                 |
|  |                                                           |

|  | Juravenator |
|  |             |
|  | Scipionyx   |
|  |             |

|  | Compsognathus                                             |
|  |                                                           |
|  | \| \| Juravenator \| \| \| \| \| \| Scipionyx \| \| \| \| |
|  |                                                           |
|  | Juravenator                                               |
|  |                                                           |
|  | Scipionyx                                                 |
|  |                                                           |

|  | Juravenator |
|  |             |
|  | Scipionyx   |
|  |             |

|  | Sinocalliopteryx |
|  |                  |
|  | Huaxiagnathus    |
|  |                  |

|  | Compsognathus                                             |
|  |                                                           |
|  | \| \| Juravenator \| \| \| \| \| \| Scipionyx \| \| \| \| |
|  |                                                           |
|  | Juravenator                                               |
|  |                                                           |
|  | Scipionyx                                                 |
|  |                                                           |

|  | Juravenator |
|  |             |
|  | Scipionyx   |
|  |             |

|  | Compsognathus                                             |
|  |                                                           |
|  | \| \| Juravenator \| \| \| \| \| \| Scipionyx \| \| \| \| |
|  |                                                           |
|  | Juravenator                                               |
|  |                                                           |
|  | Scipionyx                                                 |
|  |                                                           |

|  | Juravenator |
|  |             |
|  | Scipionyx   |
|  |             |

|  | Sinocalliopteryx |
|  |                  |
|  | Huaxiagnathus    |
|  |                  |

|  | Compsognathus                                             |
|  |                                                           |
|  | \| \| Juravenator \| \| \| \| \| \| Scipionyx \| \| \| \| |
|  |                                                           |
|  | Juravenator                                               |
|  |                                                           |
|  | Scipionyx                                                 |
|  |                                                           |

|  | Juravenator |
|  |             |
|  | Scipionyx   |
|  |             |

|  | Compsognathus                                             |
|  |                                                           |
|  | \| \| Juravenator \| \| \| \| \| \| Scipionyx \| \| \| \| |
|  |                                                           |
|  | Juravenator                                               |
|  |                                                           |
|  | Scipionyx                                                 |
|  |                                                           |

|  | Juravenator |
|  |             |
|  | Scipionyx   |
|  |             |

|  | Sinocalliopteryx |
|  |                  |
|  | Huaxiagnathus    |
|  |                  |

|  | Compsognathus                                             |
|  |                                                           |
|  | \| \| Juravenator \| \| \| \| \| \| Scipionyx \| \| \| \| |
|  |                                                           |
|  | Juravenator                                               |
|  |                                                           |
|  | Scipionyx                                                 |
|  |                                                           |

|  | Juravenator |
|  |             |
|  | Scipionyx   |
|  |             |

|  | Compsognathus                                             |
|  |                                                           |
|  | \| \| Juravenator \| \| \| \| \| \| Scipionyx \| \| \| \| |
|  |                                                           |
|  | Juravenator                                               |
|  |                                                           |
|  | Scipionyx                                                 |
|  |                                                           |

|  | Juravenator |
|  |             |
|  | Scipionyx   |
|  |             |

|  | Coelurus      |
|  |               |
|  | Tanycolagreus |
|  |               |

|  | Dilong   |
|  |          |
|  | Guanlong |
|  |          |

|  | Gorgosaurus                                                      |
|  |                                                                  |
|  | \| \| Daspletosaurus \| \| \| \| \| \| Tyrannosaurus \| \| \| \| |
|  |                                                                  |
|  | Daspletosaurus                                                   |
|  |                                                                  |
|  | Tyrannosaurus                                                    |
|  |                                                                  |

|  | Daspletosaurus |
|  |                |
|  | Tyrannosaurus  |
|  |                |

|  | Gorgosaurus                                                      |
|  |                                                                  |
|  | \| \| Daspletosaurus \| \| \| \| \| \| Tyrannosaurus \| \| \| \| |
|  |                                                                  |
|  | Daspletosaurus                                                   |
|  |                                                                  |
|  | Tyrannosaurus                                                    |
|  |                                                                  |

|  | Daspletosaurus |
|  |                |
|  | Tyrannosaurus  |
|  |                |

|  | Dilong   |
|  |          |
|  | Guanlong |
|  |          |

|  | Gorgosaurus                                                      |
|  |                                                                  |
|  | \| \| Daspletosaurus \| \| \| \| \| \| Tyrannosaurus \| \| \| \| |
|  |                                                                  |
|  | Daspletosaurus                                                   |
|  |                                                                  |
|  | Tyrannosaurus                                                    |
|  |                                                                  |

|  | Daspletosaurus |
|  |                |
|  | Tyrannosaurus  |
|  |                |

|  | Gorgosaurus                                                      |
|  |                                                                  |
|  | \| \| Daspletosaurus \| \| \| \| \| \| Tyrannosaurus \| \| \| \| |
|  |                                                                  |
|  | Daspletosaurus                                                   |
|  |                                                                  |
|  | Tyrannosaurus                                                    |
|  |                                                                  |

|  | Daspletosaurus |
|  |                |
|  | Tyrannosaurus  |
|  |                |

|  | Coelurus      |
|  |               |
|  | Tanycolagreus |
|  |               |

|  | Dilong   |
|  |          |
|  | Guanlong |
|  |          |

|  | Gorgosaurus                                                      |
|  |                                                                  |
|  | \| \| Daspletosaurus \| \| \| \| \| \| Tyrannosaurus \| \| \| \| |
|  |                                                                  |
|  | Daspletosaurus                                                   |
|  |                                                                  |
|  | Tyrannosaurus                                                    |
|  |                                                                  |

|  | Daspletosaurus |
|  |                |
|  | Tyrannosaurus  |
|  |                |

|  | Gorgosaurus                                                      |
|  |                                                                  |
|  | \| \| Daspletosaurus \| \| \| \| \| \| Tyrannosaurus \| \| \| \| |
|  |                                                                  |
|  | Daspletosaurus                                                   |
|  |                                                                  |
|  | Tyrannosaurus                                                    |
|  |                                                                  |

|  | Daspletosaurus |
|  |                |
|  | Tyrannosaurus  |
|  |                |

|  | Dilong   |
|  |          |
|  | Guanlong |
|  |          |

|  | Gorgosaurus                                                      |
|  |                                                                  |
|  | \| \| Daspletosaurus \| \| \| \| \| \| Tyrannosaurus \| \| \| \| |
|  |                                                                  |
|  | Daspletosaurus                                                   |
|  |                                                                  |
|  | Tyrannosaurus                                                    |
|  |                                                                  |

|  | Daspletosaurus |
|  |                |
|  | Tyrannosaurus  |
|  |                |

|  | Gorgosaurus                                                      |
|  |                                                                  |
|  | \| \| Daspletosaurus \| \| \| \| \| \| Tyrannosaurus \| \| \| \| |
|  |                                                                  |
|  | Daspletosaurus                                                   |
|  |                                                                  |
|  | Tyrannosaurus                                                    |
|  |                                                                  |

|  | Daspletosaurus |
|  |                |
|  | Tyrannosaurus  |
|  |                |

|  | Sinocalliopteryx |
|  |                  |
|  | Huaxiagnathus    |
|  |                  |

|  | Compsognathus                                             |
|  |                                                           |
|  | \| \| Juravenator \| \| \| \| \| \| Scipionyx \| \| \| \| |
|  |                                                           |
|  | Juravenator                                               |
|  |                                                           |
|  | Scipionyx                                                 |
|  |                                                           |

|  | Juravenator |
|  |             |
|  | Scipionyx   |
|  |             |

|  | Compsognathus                                             |
|  |                                                           |
|  | \| \| Juravenator \| \| \| \| \| \| Scipionyx \| \| \| \| |
|  |                                                           |
|  | Juravenator                                               |
|  |                                                           |
|  | Scipionyx                                                 |
|  |                                                           |

|  | Juravenator |
|  |             |
|  | Scipionyx   |
|  |             |

|  | Sinocalliopteryx |
|  |                  |
|  | Huaxiagnathus    |
|  |                  |

|  | Compsognathus                                             |
|  |                                                           |
|  | \| \| Juravenator \| \| \| \| \| \| Scipionyx \| \| \| \| |
|  |                                                           |
|  | Juravenator                                               |
|  |                                                           |
|  | Scipionyx                                                 |
|  |                                                           |

|  | Juravenator |
|  |             |
|  | Scipionyx   |
|  |             |

|  | Compsognathus                                             |
|  |                                                           |
|  | \| \| Juravenator \| \| \| \| \| \| Scipionyx \| \| \| \| |
|  |                                                           |
|  | Juravenator                                               |
|  |                                                           |
|  | Scipionyx                                                 |
|  |                                                           |

|  | Juravenator |
|  |             |
|  | Scipionyx   |
|  |             |

|  | Sinocalliopteryx |
|  |                  |
|  | Huaxiagnathus    |
|  |                  |

|  | Compsognathus                                             |
|  |                                                           |
|  | \| \| Juravenator \| \| \| \| \| \| Scipionyx \| \| \| \| |
|  |                                                           |
|  | Juravenator                                               |
|  |                                                           |
|  | Scipionyx                                                 |
|  |                                                           |

|  | Juravenator |
|  |             |
|  | Scipionyx   |
|  |             |

|  | Compsognathus                                             |
|  |                                                           |
|  | \| \| Juravenator \| \| \| \| \| \| Scipionyx \| \| \| \| |
|  |                                                           |
|  | Juravenator                                               |
|  |                                                           |
|  | Scipionyx                                                 |
|  |                                                           |

|  | Juravenator |
|  |             |
|  | Scipionyx   |
|  |             |

|  | Sinocalliopteryx |
|  |                  |
|  | Huaxiagnathus    |
|  |                  |

|  | Compsognathus                                             |
|  |                                                           |
|  | \| \| Juravenator \| \| \| \| \| \| Scipionyx \| \| \| \| |
|  |                                                           |
|  | Juravenator                                               |
|  |                                                           |
|  | Scipionyx                                                 |
|  |                                                           |

|  | Juravenator |
|  |             |
|  | Scipionyx   |
|  |             |

|  | Compsognathus                                             |
|  |                                                           |
|  | \| \| Juravenator \| \| \| \| \| \| Scipionyx \| \| \| \| |
|  |                                                           |
|  | Juravenator                                               |
|  |                                                           |
|  | Scipionyx                                                 |
|  |                                                           |

|  | Juravenator |
|  |             |
|  | Scipionyx   |
|  |             |

## Paleoecología
La Formación Morrison es interpretada como un ambiente semiárido, con temporadas secas y húmedas y grandes llanuras de inundación. La vegetación variaba dependiendo del microambiente, con bosques en galerías a la orilla de los ríos con coníferas, helechos arbóreos, y helechos, hasta sabanas de helechos con muy pocos árboles. Ha sido un coto de caza rico en fósiles, como algas verdes, hongos, líquenes, equisetos, helechos, cicadales, ginkgos, y varias familias de coníferas. También se conoce una rica fauna de bivalvos, caracoles, peces con espinas, ranas, salamandras, tortugas, esfenodontos, lagartos, cocodrilomorfos terrestres y acuáticos, varias especies de pterosaurios, numerosas especies de dinosaurios, y mamíferos primitivos como los docodontes, multituberculados, simetrodontes, y triconodontes. Entre los terópodos estaban Ceratosaurus, Allosaurus, Ornitholestes y Torvosaurus, entre los saurópodos Apatosaurus, Brachiosaurus, Camarasaurus, y Diplodocus, y entre los ornitisquios Camptosaurus, Dryosaurus, y Stegosaurus. Coelurus era un pequeño carnívoro terrestre, que se alimentaba de insectos, mamíferos y lagartos. Se piensa que habría sido un animal rápido, ciertamente más que el similar pero paticorto Ornitholestes. Coelurus está presente en las zonas estratigráficas 2 y 5 de la Formación Morrison.